# Уголовное обвинение
Уголовное обвинение — официальное обвинение государственными органами кого-либо, утверждающее, что кто-то совершил преступление. Документ, который содержит одно или несколько уголовных обвинений, или их количество, может принимать различные формы, в том числе:
- Обвинение (донос)
- Информация
- Обвинительное заключение

Документ, в который занесены обвинения, является тем, чем обычно начинается смотр уголовных дел в судах, но процедура, в которой кто-то является обвиняющим в совершении преступления, и то, что происходит, когда что-то было предъявлено, варьируется от страны к стране.
В неочевидных случаях уголовным обвинением является клеветой.